# Ramon Azeez
Ramon Azeez (Abuja, 12 de dezembro de 1992), é um futebolista Nigeriano que atua como meia. Atualmente está sem clube.